# Santa Bárbara de Goiás
Santa Bárbara de Goiás is een gemeente in de Braziliaanse deelstaat Goiás. De gemeente telt 6.031 inwoners (schatting 2009).